# Softbol nos Jogos Pan-Americanos
Os torneios de Softbol foram realizados nos Jogos Pan-Americanos desde 1979.  O torneio feminino voltou a ser disputado nos Jogos Pan-Americanos de 2015. A interrupção do torneio masculino não afetou a realização do torneio feminino,que foi disputado normalmente em 2011.

## Torneio Masculino
| Ano/Sede           | Ouro   | Prata          | Bronze     |
| ------------------ | ------ | -------------- | ---------- |
| 1979 San Juan      | Canadá | Estados Unidos | Porto Rico |
| 1983 Caracas       | Canadá | Estados Unidos | Panamá     |
| 1987 Indianapolis  | Canadá | Estados Unidos | Cuba       |
| 1991 Havana        | Canadá | Estados Unidos | Cuba       |
| 1995 Mar del Plata | Canadá | Estados Unidos | Cuba       |
| 1999 Winnipeg      | Canadá | Estados Unidos | Cuba       |
| 2003 Santo Domingo | Canadá | Estados Unidos | Argentina  |
| 2015 Toronto       | Canadá | Venezuela      | Argentina  |

Após 2003, foi decidida a eliminação de todos os esportes não olímpicos dos Jogos Pan-Americanos. Entretanto,a pedido do Comitê Organizador,a prova masculina retornou ao programa em 2015.

## Torneio Feminino
| Ano/Sede            | Ouro           | Prata             | Bronze               |
| ------------------- | -------------- | ----------------- | -------------------- |
| 1979 San Juan       | Estados Unidos | Porto Rico        | Belize               |
| 1983 Caracas        | Canadá         | Estados Unidos    | Belize               |
| 1987 Indianapolis   | Estados Unidos | Porto Rico        | Canadá               |
| 1991 Havana         | Estados Unidos | Canadá            | Cuba                 |
| 1995 Mar del Plata  | Estados Unidos | Porto Rico        | Cuba                 |
| 1999 Winnipeg       | Estados Unidos | Canadá            | Cuba                 |
| 2003 Santo Domingo  | Estados Unidos | Canadá            | República Dominicana |
| 2007 Rio de Janeiro | Estados Unidos | Venezuela/ Canadá | nenhum               |
| 2011 Guadalajara    | Estados Unidos | Canadá            | Cuba                 |
| 2015 Toronto        | Canadá         | Estados Unidos    | Porto Rico           |